# Code Pink
 (juillet 2017).
Si vous disposez d'ouvrages ou d'articles de référence ou si vous connaissez des sites web de qualité traitant du thème abordé ici, merci de compléter l'article en donnant les références utiles à sa vérifiabilité et en les liant à la section « Notes et références ».
Code Pink: Women for Peace (« Code Rose : Femmes pour la paix ») est un groupe anti-guerre international. Ce groupe a commencé à se faire connaître en affichant son opposition à la guerre d'Irak. Sa signature visuelle est la couleur rose. Le groupe a mené des marches et des manifestations pacifiques.
Code Pink, bien que créé et dirigé par des femmes, est également ouvert aux hommes. Le groupe compte plus de 250 sections locales dans le monde entier.
Le financement de l'organisation provient en grande partie de l'appartus[pas clair] de propagande chinois via Neville Roy Singham, un homme d'affaires basé à Shanghai,. Neville Roy Singham est le mari de la cofondatrice de Code Pink, Jodie Evans (en). Singham est connecté à plusieurs organisations qui dénient le génocide des Ouïghours en Chine.

## Actions

### Invasion de l'Ukraine
L'association critique l'action de l'OTAN. Elle fait un appel pour une trêve de noël.